# Hossein Kazerani
Hossein Kazerani (Andimeshk, 4 aprile 1948) è un ex calciatore iraniano, di ruolo difensore.

## Carriera

### Club
Nel suo paese giocò con Afsar Sharabani fino al 1972, quando si passò al Paas Tehran con cui vinse per due volte il campionato (Nel 1976 e nel 1977).

### Nazionale
Esordì in nazionale il 12 agosto 1973 ad Auckland, in un'amichevole contro la Nuova Zelanda.
L'Iran si qualificò alla Coppa del Mondo che si svolse in Argentina dal 1º al 25 giugno 1978.
Kazerani fu convocato dal commissario tecnico Mohajerani e giocò le tre partite della fase a gironi contro Scozia, Paesi Bassi e Perù. Si ritirò al termine della competizione.
In totale con la maglia dell'Iran giocò 26 partite e segnò 2 reti.

## Palmarès

### Calciatore

#### Competizioni nazionali
- Campionato iraniano: 2

Paas Teheran: 1976, 1977